# Félegyházi László
Félegyházi László (Szatmárnémeti, 1907. március 29. – Debrecen, 1986. december 25.) festő.

## Életútja
Tanulmányait Szegeden kezdte Nyilasy Sándornál, majd a Magyar Képzőművészeti Főiskolán folytatta 1924 és 1928 között, ahol mestere Glatz Oszkár volt. 1928–29-ben művészképzőt végzett, és még főiskolásként megfordult a jászapáti, mohácsi és putnoki telepeken. 1930-ban telepedett le Debrecenben, tanított is a Református Gimnáziumban, később pedig a Tanítóképző Intézetben. 1932-től az Ady Társaság képzőművészeti osztályának tagja, 1945-től 1949-ig osztályelnöke volt. 1933-ban az Új Művészek Egyesületének tagja lett. Tanulmányúton járt 1934-ben Párizsban, 1933-tól Nagybányán is többször megfordult. 1937 és 1942 között nyaranta Felsőbányán dolgozott. 1947-től a debreceni képzőművészeti szabadiskolában, később a Medgyessy Ferenc stúdióban tanított. 1994-től az ő nevét viseli a debreceni Kölcsey Ferenc Református Tanárképző Főiskola kiállítóterme.

## Díjak, elismerések
- 1932: Szinyei-díj
- 1948: Kossuth arcképpályázat I. díj
- 1950: Munkácsy-díj
- 1967, 1970, 1974: Debreceni Országos Nyári Tárlat díjai
- 1967: Debrecen és Hajdú-Bihar Megye Művészeti Díja
- 1979: Medgyessy-díj

## Egyéni kiállítások
- 1932, 1935, 1944 • Déri Múzeum [Gáborjáni Szabó Kálmánnal], Debrecen
- 1964, 1967, 1970, 1973, 1978 • Medgyessy Terem, Debrecen
- 1971 • Tokaj
- 1972 • Művelődési Központ, Hajdúböszörmény
- 1987 és 1998 • Déri Múzeum, Debrecen (emlékkiállítás, kat.).

## Válogatott csoportos kiállítások
- 1946-tól a Művészek Szabadszervezet, majd Magyar Képzőművészek és Iparművészek Szövetsége országos és külföldi kiállításain (Berlin • Moszkva • Prága • Varsó)
- 1968 • Öt magyar alföldi festő, Párizs-Montreuil
- 1972 • Kelet-Magyarországi Képzőművészek, Magyar Nemzeti Galéria, Budapest
- 1967-1974 • Debreceni Országos Nyári tárlatok
- 1974 • Debreceni képzőművészek tárlata, Győr • Lublin
- 1977 • Festészet '77, Műcsarnok, Budapest
- 1978 • Magyar Nemzeti Galéria X. csoporttárlata.

## Művek közgyűjteményekben
- Déri Múzeum, Debrecen
- Református Kollégium, Debrecen
- Magyar Nemzeti Galéria, Budapest.